# Neivamyrmex postcarinatus
Neivamyrmex postcarinatus är en myrart som beskrevs av Borgmeier 1953. Neivamyrmex postcarinatus ingår i släktet Neivamyrmex och familjen myror. Inga underarter finns listade i Catalogue of Life.